# Parastrangalis consortaria
Parastrangalis consortaria är en skalbaggsart som beskrevs av Holzschuh 2007. Parastrangalis consortaria ingår i släktet Parastrangalis och familjen långhorningar. Inga underarter finns listade i Catalogue of Life.